# Långholmen (öster om Tjuvö, Lovisa)
Långholmen är öar i Finland. De ligger i Finska viken och i kommunen Lovisa i landskapet Nyland, i den södra delen av landet. Öarna ligger omkring 73 kilometer öster om Helsingfors.
Arean för den av öarna koordinaterna pekar på är 4 hektar och dess största längd är 370 meter i sydöst-nordvästlig riktning. Närmaste större samhälle är Lovisa, 9,8 km norr om Långholmen.